# Suki to Iwasetai
«Suki to Iwasetai» — (яп. 好きと言わせたい) дебютный японский сингл южнокорейско-японской проектной гёрл-группы IZ*ONE. Группа была образованна в 2018 году через реалити-шоу на выживание от 
Mnet Produce 48. Он был выпущен в Японии EMI Records 6 февраля 2019 года.

## Промоушен
IZ*ONE провели своё первое выступление в Tokyo Dome City Hall 20 января 2019 года.
Клип был выпущен 25 января 2019 года и за первые 24 часа его выхода на YouTube набрал более 1,7 миллиона просмотров. 
Он превысил более 5 миллионов просмотров в течение шести дней после своего релиза.

## Коммерческий успех
«Suki to Iwasetai» дебютировал на вершине ежедневного рейтинга одиночного чарта Oricon в первый день с 193,469 проданными физическими копиями. При этом IZ*ONE также установили самые высокие продажи в первый день для женской корейской группы, превзойдя Twice и их сингл «Wake Me Up». На втором недельном графике синглов Oricon с 221,640 проданными единицами, в то время как Billboard Japan записал 303,745 продаж с февраля 4-10, 2019.

## Трек-лист
Физические релизы включают DVD-диски с музыкальными клипами для заглавной песни и один B-сайд трек.
Все тексты написаны Ясуси Акимото.
| №                   | Название                              | Музыка              | Arrangement                          | Длительность |
| ------------------- | ------------------------------------- | ------------------- | ------------------------------------ | ------------ |
| 1.                  | «Suki to Iwasetai» (好きと言わせたい) | CHOCOLATE MIX       | APAZZI                               | 4:01         |
| 2.                  | «Kenchanayo» (ケンチャナヨ)           | no_my               | no_my                                | 4:19         |
| 3.                  | «Gokigen Sayonara» (ご機嫌サヨナラ)   | Toshihiko Watanabe  | Toshihiko Watanabe Hirotaka Hayakawa | 4:25         |
| Общая длительность: | Общая длительность:                   | Общая длительность: | Общая длительность:                  | 12:45        |

| №                   | Название                            | Музыка              | Arrangement                          | Длительность |
| ------------------- | ----------------------------------- | ------------------- | ------------------------------------ | ------------ |
| 4.                  | «Suki to Iwasetai» (off vocal ver.) | CHOCOLATE MIX       | APAZZI                               | 4:02         |
| 5.                  | «Kenchanayo» (off vocal ver.)       | no_my               | no_my                                | 4:18         |
| 6.                  | «Gokigen Sayonara» (off vocal ver.) | Toshihiko Watanabe  | Toshihiko Watanabe Hayakawa Hirotaka | 4:23         |
| Общая длительность: | Общая длительность:                 | Общая длительность: | Общая длительность:                  | 12:43        |

| №                   | Название                       | Director(s)         | Длительность |
| ------------------- | ------------------------------ | ------------------- | ------------ |
| 1.                  | «Suki to Iwasetai Music Video» | Kazuma Ikeda        |              |
| 2.                  | «Gokigen Sayonara Music Video» | EPOCH               |              |
| Общая длительность: | Общая длительность:            | Общая длительность: | 0            |

| №                   | Название                              | Музыка              | Arrangement         | Длительность |
| ------------------- | ------------------------------------- | ------------------- | ------------------- | ------------ |
| 1.                  | «Suki to Iwasetai» (好きと言わせたい) | CHOCOLATE MIX       | APAZZI              | 4:01         |
| 2.                  | «Kenchanayo» (ケンチャナヨ)           | no_my               | no_my               | 4:19         |
| 3.                  | «Neko ni Naritai» (猫になりたい)      | Shintaro Fujiwara   | Shintaro Fujiwara   | 4:19         |
| Общая длительность: | Общая длительность:                   | Общая длительность: | Общая длительность: | 12:39        |

| №                   | Название                            | Музыка              | Arrangement         | Длительность |
| ------------------- | ----------------------------------- | ------------------- | ------------------- | ------------ |
| 4.                  | «Suki to Iwasetai» (off vocal ver.) | CHOCOLATE MIX       | APAZZI              | 4:02         |
| 5.                  | «Kenchanayo» (off vocal ver.)       | no_my               | no_my               | 4:18         |
| 6.                  | «Neko ni Naritai» (off vocal ver.)  | Shintaro Fujiwara   | Shintaro Fujiwara   | 4:16         |
| Общая длительность: | Общая длительность:                 | Общая длительность: | Общая длительность: | 12:36        |

| №                   | Название                       | Director(s)         | Длительность |
| ------------------- | ------------------------------ | ------------------- | ------------ |
| 1.                  | «Suki to Iwasetai Music Video» | Kazuma Ikeda        |              |
| 2.                  | «Neko ni Naritai Music Video»  | bait                |              |
| Общая длительность: | Общая длительность:            | Общая длительность: | 0            |

| №                   | Название                                       | Музыка              | Arrangement         | Длительность |
| ------------------- | ---------------------------------------------- | ------------------- | ------------------- | ------------ |
| 1.                  | «Suki to Iwasetai» (好きと言わせたい)          | CHOCOLATE MIX       | APAZZI              | 4:01         |
| 2.                  | «Kenchanayo» (ケンチャナヨ)                    | no_my               | no_my               | 4:19         |
| 3.                  | «Dance wo Omoidasumade» (ダンスを思い出すまで) | Yurika Ohishi       | Yurika Ohishi       | 4:34         |
| Общая длительность: | Общая длительность:                            | Общая длительность: | Общая длительность: | 12:54        |

| №  | Название                                 | Музыка        | Arrangement   | Длительность |
| -- | ---------------------------------------- | ------------- | ------------- | ------------ |
| 4. | «Suki to Iwasetai» (off vocal ver.)      | CHOCOLATE MIX | APAZZI        | 4:02         |
| 5. | «Kenchanayo» (off vocal ver.)            | no_my         | no_my         | 4:18         |
| 6. | «Dance wo Omoidasumade» (off vocal ver.) | Yurika Ohishi | Yurika Ohishi |              |

## Чарты
| Чарты (2019)           | Пиковые позиции |
| ---------------------- | --------------- |
| Япония (Japan Hot 100) | 2               |
| Япония (Oricon)        | 2               |

## Сертификация
| Регион                                                      | Сертификация | Продажи  |
| ----------------------------------------------------------- | ------------ | -------- |
| Япония (RIAJ)                                               | Платиновый   | 250 000^ |
| ^ Данные о тиражах приведены только на основе сертификации. |              |          |